# Partido judicial de Lugo
El Partido judicial de Lugo es uno de los 45 partidos judiciales en los que se divide la comunidad autónoma de Galicia, siendo el partido judicial n.º 3 de la provincia de Lugo, de los nueve partidos judiciales que tiene dicha provincia.
Comprende las localidades de :
Castro de Rey, Castroverde, Corgo, Friol, Guntín, Lugo, Meira, Otero de Rey, Pol, Rábade